# The Goonies (jeu vidéo, 1986)
Cet article concerne le jeu vidéo sur console. Pour le jeu sur ordinateur personnel, voir The Goonies (jeu vidéo, 1985). Pour le film, voir The Goonies.

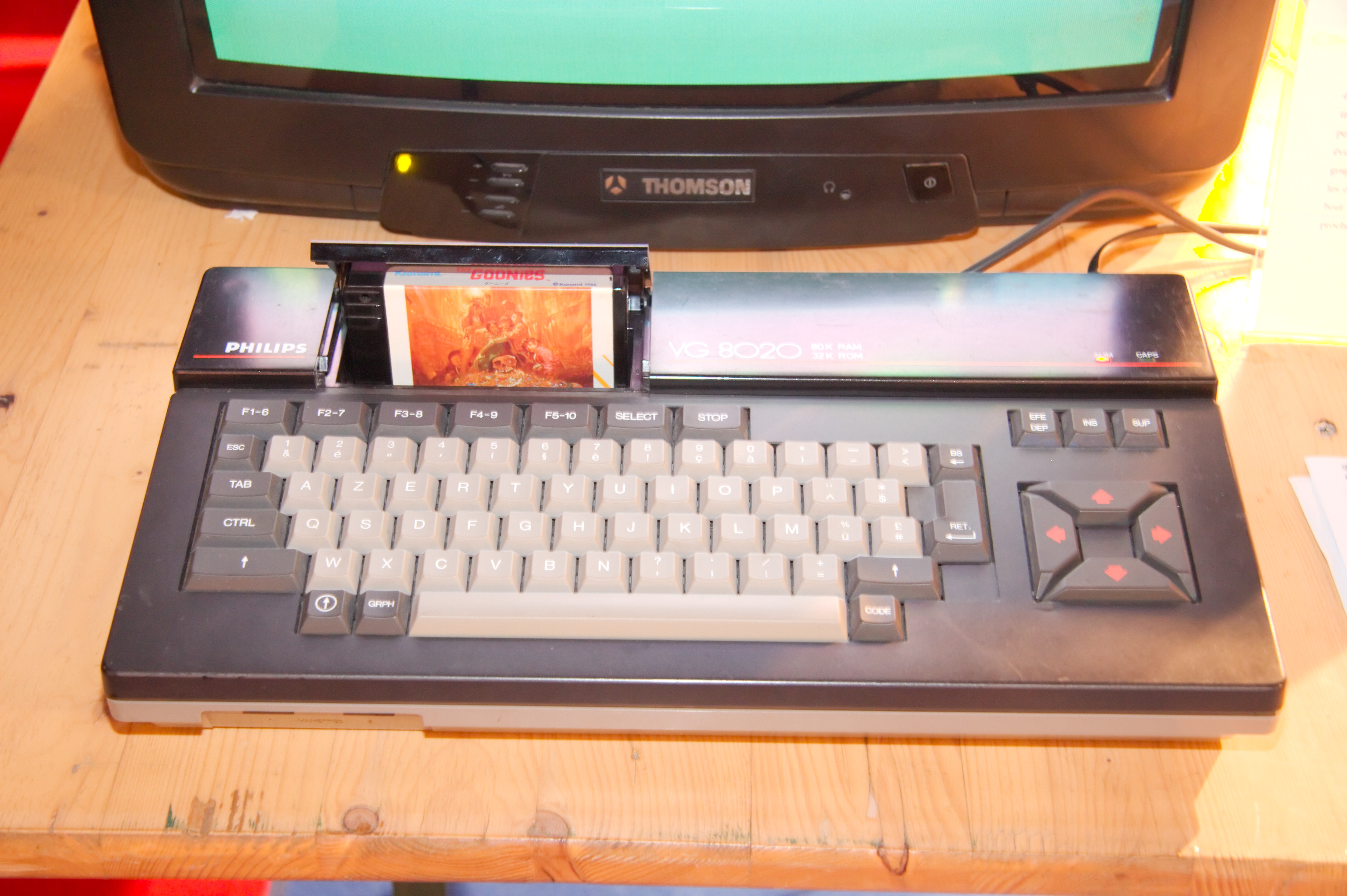
Jeu enfiché dans VG-8020 (MSX Philips).

The Goonies est un jeu vidéo de plates-formes sorti en 1986 sur Famicom, MSX et PC-98, puis ressorti en 1988 sur Famicom Disk System. Le jeu a été développé et édité par Konami. Le jeu est tiré du film les Goonies et a connu une suite sortie en 1987 sous le nom The Goonies II.